# セシル・アロノヴィッツ
セシル・アロノヴィッツ (Cecil Aronowitz, 1916年3月4日 - 1978年9月7日) は、イギリスのヴィオリスト。メロス・アンサンブルの設立メンバーで、室内楽奏者として重要な存在であり、王立音楽大学や王立北部音楽大学において教鞭を執り影響力を持った。姓はアーロノヴィッツとも表記される。

## 経歴
ロシア系とリトアニア系の血を引き、1916年に南アフリカ連邦のケープ州、キングウィリアムズタウンに生まれる。1933年にダーバンにてスターリング・ロビンズ (Stirling Robbins) にヴァイオリンを学びはじめる。2年後に海外奨学金を得てイングランドに渡り、ロンドンの王立音楽大学で学ぶ。1939年、第二次世界大戦が起きて学業は中断され、6年間を陸軍で過ごした。イングランドに戻ってくるとともにヴィオラに転向する。
アロノヴィッツは1948年から没するまで、アマデウス弦楽四重奏団から弦楽五重奏や弦楽六重奏のレパートリーの第二ヴィオラ奏者としてくりかえし呼ばれていた（第二チェロ奏者はウィリアム・プリース）。1950年にメロス・アンサンブルの創設者の一人となる。アロノヴィッツはこのアンサンブルのヴィオラ奏者をチェロのテレンス・ワイル (Terence Weil) とともに数十年間務めた。ファゴット奏者のウィリアム・ウォーターハウス (William Waterhouse) は1995年に、「あの中低弦の二人組には並々ならぬ結びつき (rapport) があって、それは名だたるリーダーが入れ替わり立ち代わりする間も変わらずに存在し、この優秀なアンサンブルに他には見られない違いを与えていた」と記している。
アロノヴィッツはヴァイオリンのケネス・シリトー (Kenneth Sillito) 、チェロのテレンス・ワイル、ピアノのラマー・クロウソンとともにプロ・アルテ・ピアノ四重奏団として活動し、録音を残している。ロンドン・モーツァルト・プレイヤーズでもたびたび演奏し、ゴールズブロウ管弦楽団（Goldsbrough Orchestra、のちのイギリス室内管弦楽団）では首席ヴィオラ奏者を務めた。オールドバラ音楽祭には毎年出演し、ソリスト、室内楽奏者、イングリッシュ・オペラ・グループのヴィオラパートのリーダーとして活動した。
1951年にはテレンス・ワイルと、アーサー・バターワースの「ヴィオラとチェロのための組曲」を初演している。アラン・ホディノットは1958年、アロノヴィッツのためにヴィオラ・コンチェルティーノを書いている。ヒュー・ウッドの「ヴィオラとピアノのための変奏曲」作品1 (1958年) はマーガレット・キチン (Margaret Kitchin) とアロノヴィッツによって、1959年7月7日に新音楽普及協会 (Society for the Promotion of New Music) がウィグモア・ホールで開いた演奏会で初演された。
60年代にはクレモナ弦楽四重奏団 (Cremona Quartet) として、リーダーのヒュー・マグワイア (Hugh Maguire) と、アイオナ・ブラウン、テレンス・ワイルとともに活動した。1976年のオールドバラ音楽祭では、妻のニコラ・グリュンバーグ (Nicola Grunberg) とともにドミトリ・ショスタコーヴィチの最後の作品、ヴィオラソナタのロシア国外初の公開演奏を、ブリテンとショスタコーヴィチの未亡人の列席のもと行った。
アロノヴィッツは王立音楽大学でヴィオラと室内楽を25年間教え、その後1973年に、新しく設立された王立北部音楽大学の弦楽器部門の初代責任者になった。王立北部音楽大学は「セシル・アロノヴィッツ・ヴィオラ賞」を継続的に授与している。
1978年、スネイプ・モルティングスでモーツァルトの弦楽四重奏曲第3番を演奏している最中に脳卒中の発作に見舞われ、9月7日にイングランドのイプスウィッチで死去した。2014年から王立バーミンガム音楽院 (Royal Birmingham Conservatoire) では、アロノヴィッツの名前を冠した国際ヴィオラコンクールが3年に一回開かれている。

## ブリテンとの関わり
ベンジャミン・ブリテンは、特に室内オペラや教会オペラにおいて、多くのヴィオラパートをアロノヴィッツを念頭に置いて書いた。「戦争レクイエム」に含まれる室内アンサンブルはメロス・アンサンブルのために書かれ、コヴェントリー大聖堂での初演ではブリテンが指揮を受け持った。1963年に両者がふたたび参加して初録音が行われている。アロノヴィッツは「カーリュー・リヴァー」の初演と初録音にも参加している。1976年にブリテンは、「ラクリメ―ダウランドの歌曲の投影」(1950年にウィリアム・プリムローズのために、もともとはヴィオラとピアノの編成で作曲された) のヴィオラと弦楽合奏のための版をアロノヴィッツのために書いている。

## 録音
アロノヴィッツの長大なディスコグラフィは、メロス・アンサンブルによる多くの重要な録音を含んでいる。木管楽器と弦楽器両者のための室内楽作品の録音は2011年にまとめて再発されており、その中にはアンサンブルを立ち上げる理由となった大編成の室内楽曲、たとえばベートーヴェンの七重奏曲や八重奏曲、シューベルトの八重奏曲、ラヴェルの「序奏とアレグロ」などもある。